# Уестфър (град, Орегон)
Уестфър (на английски: Westfir) е град в окръг Лейн, щата Орегон, САЩ. Уестфър е с население от 276 жители (2000) и обща площ от 0,9 km². Намира се на 327,7 m надморска височина. ЗИП кодът му е 97492, а телефонният му код е 541.